# Liga Mistrzów Strongman 2009: Terborg
Liga Mistrzów Strongman 2009: Terborg – indywidualne, czwarte w 2009 r. zawody
siłaczy z cyklu Ligi Mistrzów
Strongman.
Data: 14 czerwca 2009 r.

Miejsce: Terborg (prowincja Geldria)  Holandia
WYNIKI ZAWODÓW:
| Miejsce | Zawodnik               | Kraj              | Punkty            |
| ------- | ---------------------- | ----------------- | ----------------- |
| 1.      | Michaił Koklajew       | Rosja             | 64                |
| 2.      | Agris Kazeļņiks        | Łotwa             | 50,5              |
| 3.      | Richard van der Linden | Holandia          | 46                |
| 4.      | Matt Wanat             | Stany Zjednoczone | 40,5              |
| 5.      | Jimmy Laureys          | Belgia            | 40                |
| 6.      | Levi Vaoga             | Nowa Zelandia     | 33 (kontuzjowany) |
| 7.      | Daniel Wildt           | Niemcy            | 31                |
| 8.      | Tom Jansen             | Holandia          | 30,5              |
| 9.      | Juan Carlos Heredia    | Hiszpania         | 26,5              |
| 10.     | Jarno Hams             | Holandia          | 11 (kontuzjowany) |
| 11.     | Jani Kolehmainen       | Finlandia         | 5 (kontuzjowany)  |